# Baseball ai XIX Giochi panamericani
Il baseball ai XIX Giochi panamericani si è svolto a Santiago del Cile, in Cile, dal 18 al 28 ottobre 2023. Hanno partecipato al torneo otto nazionali maschili composte da 24 giocatori ciascuna, per un totale di 192 atleti.

## Qualificazioni
| Evento                                   | Data                          | Luogo        | Posti | Qualificata                            |
| ---------------------------------------- | ----------------------------- | ------------ | ----- | -------------------------------------- |
| Paese ospitante                          |                               |              | 1     | Cile                                   |
| I Giochi panamericani giovanili          | 26 novembre - 2 dicembre 2021 | Cali         | 1     | Colombia                               |
| Campionato sudamericano di baseball 2022 | 24–30 luglio 2022             | Lima         | 1     | Brasile                                |
| Torneo di qualificazione panamericano    | 16–21 giugno 2023             | Buenos Aires | 1     | Panama                                 |
| XXIV Giochi centramericani e caraibici   | 23 giugno-8 luglio 2023       | San Salvador | 4     | Messico Cuba Venezuela Rep. Dominicana |
| Totale                                   |                               |              | 8     |                                        |

## Formula
Le squadre sono state inizialmente divise in due gruppi di 4 squadre ciascuno; si son qualificate per il girone finale le prime due di ogni gruppo. Nel girone finale (Super Round) ogni squadra ha giocato 2 incontri con le squadre dell'altro gruppo preliminare, mentre sono stati mantenuti il risultato con la squadra dello stesso gruppo preliminare che si era qualificata. Le prime due classificate hanno giocato la finalissima per la medaglia d'oro, le altre due invece si sono affrontate per la medaglia di bronzo. Le terze classificate dei gruppi preliminari hanno giocato per la finale per il quinto posto, mentre le ultime dei gironi quella per il settimo posto.

## Gruppo A

### Classifica
| Squadre         | G | V | S | RF | RS | PCT   |
| --------------- | - | - | - | -- | -- | ----- |
| Panama          | 3 | 3 | 0 | 18 | 3  | 1.000 |
| Messico         | 3 | 2 | 1 | 19 | 8  | .667  |
| Rep. Dominicana | 3 | 1 | 2 | 13 | 7  | .333  |
| Cile            | 3 | 0 | 3 | 2  | 34 | .000  |

Risultati
| Data       | Partita         | Partita | Partita         |
| ---------- | --------------- | ------- | --------------- |
| 18 ottobre | Messico         | 16 - 0  | Cile            |
| 19 ottobre | Panama          | 4 - 1   | Rep. Dominicana |
| 21 ottobre | Rep. Dominicana | 0 - 1   | Messico         |
| 21 ottobre | Cile            | 0 - 6   | Panama          |
| 23 ottobre | Rep. Dominicana | 12 - 2  | Cile            |
| 23 ottobre | Panama          | 8 - 2   | Messico         |

## Gruppo B

### Classifica
| Squadre   | G | V | S | RF | RS | PCT   |
| --------- | - | - | - | -- | -- | ----- |
| Brasile   | 3 | 3 | 0 | 15 | 10 | 1.000 |
| Colombia  | 3 | 1 | 2 | 16 | 14 | 0.333 |
| Cuba      | 3 | 1 | 2 | 11 | 13 | 0.333 |
| Venezuela | 3 | 1 | 2 | 9  | 14 | 0.333 |

Risultati
| Data       | Partita   | Partita | Partita   |
| ---------- | --------- | ------- | --------- |
| 19 ottobre | Venezuela | 1 - 3   | Brasile   |
| 20 ottobre | Colombia  | 3 - 4   | Cuba      |
| 22 ottobre | Brasile   | 8 - 7   | Colombia  |
| 22 ottobre | Cuba      | 5 - 6   | Venezuela |
| 24 ottobre | Brasile   | 4 - 2   | Cuba      |
| 24 ottobre | Venezuela | 2 - 6   | Colombia  |

### Piazzamenti 5º - 8º posto

#### Finale 7º - 8º posto
| Santiago del Cile 25 ottobre 2023 | Cile | 0 – 7 referto | Venezuela | Parque Bicentenario de Cerrillos |

#### Finale 5º - 6º posto
| Santiago del Cile 26 ottobre 2023 | Cuba | 4 – 5 referto | Rep. Dominicana | Parque Bicentenario de Cerrillos (2415 spett.) |

## Girone finale

### Classifica
| Squadre  | G | V | S | RF | RS | PCT  |
| -------- | - | - | - | -- | -- | ---- |
| Brasile  | 3 | 2 | 1 | 14 | 15 | .667 |
| Colombia | 3 | 2 | 1 | 19 | 11 | .667 |
| Panama   | 3 | 1 | 2 | 12 | 9  | .333 |
| Messico  | 3 | 1 | 2 | 9  | 19 | .333 |

| Santiago del Cile 25 ottobre 2023 | Brasile | 5 – 3 referto | Panama | Parque Bicentenario de Cerrillos (625 spett.) |

| Santiago del Cile 26 ottobre 2023 | Messico | 2 – 10 referto | Colombia | Parque Bicentenario de Cerrillos (542 spett.) |

| Santiago del Cile 27 ottobre 2023 | Colombia | 2 – 1 referto | Panama | Parque Bicentenario de Cerrillos (1188 spett.) |

| Santiago del Cile 27 ottobre 2023 | Messico | 5 – 1 referto | Brasile | Parque Bicentenario de Cerrillos (432 spett.) |

#### Finale 3º - 4º posto
| Santiago del Cile 28 ottobre 2023 | Messico | 10 – 2 referto | Panama | Parque Bicentenario de Cerrillos (824 spett.) |

#### Finale 1º - 2º posto
| Santiago del Cile 28 ottobre 2023 | Colombia | 9 – 1 referto | Brasile | Parque Bicentenario de Cerrillos (3180 spett.) |

## Classifica finale
| Pos | Squadre         |
| --- | --------------- |
|     | Colombia        |
|     | Brasile         |
|     | Messico         |
| 4   | Panama          |
| 5   | Rep. Dominicana |
| 6   | Cuba            |
| 7   | Venezuela       |
| 8   | Cile            |